# 温应星
温应星（英語：Ying-Hsing Wen，1887年—1968年5月28日），字鹤孙，广东省台山县人，中華民國陸軍中將，為第一位从美國陸軍西点军校毕业的中国留学生，曾任清华学校校长。

## 生平
1887年，温应星生于台山县罗洞乡一个官宦家庭，父亲温宗圣为清朝进士、七品知縣，叔叔为清末和民国政坛知名人物温宗尧。1901年，温应星入南洋公学。后又考入唐山北洋工学院，曾任粤汉铁路学生实习工程师。此后，入清华学校。1904年秋，来到美国留学，进入弗吉尼亚军校学习。七个月后，奉清廷之命，转入西点军校，与乔治·巴顿同学。1909年自西点军校毕业，成为第一位从西点军校毕业的中国留学生。 
归国后，温应星在广东军校担任数学教师。中华民国初年，他追随孙中山，任孙中山的广东大元帅府英文秘书，后来调任第三科科长。1921年初，为摆脱日本人对奉系的要挟，张作霖决定求助美国政府，计划聘请一位资深美国军人任军事顾问。在美国方面派来的顾问当中，有一位陆军少校费霖，恰为温应星当年的同班同学，他向张作霖推荐温应星任军事顾问。此时，广东政府有意在奉系安插势力，遂同意温应星到奉军任职。
1928年，保定军警执法处处长温应星奉派改任北京的清华学校校长，从1928年4月到6月在任。1928年6月，国民政府控制北京后，张作霖的安国军政府倒台，温应星遂不再担任清华学校校长。
此后，温应星奉命南下，赴上海任公安局局长，后任南京国民政府宪兵副司令。此后，跟随宋子文筹建税警总团，先后任税警总团第一任及第四任总团长。后宋子文反蒋失败。1936年，蒋介石以黄埔系接管了税警总团，温应星调入南京高级将官训练班接受培训，此后一直担任虚职，未能领兵参加抗日战争。1946年10月14日，温应星出任国民政府立法院立法委员。
第二次国共內战失敗后，温应星不愿跟随中华民国政府前往台湾，乃以中将军衔退伍，经香港辗转至美国定居，在華府威斯康辛大道2328號開了一家機器洗衣店，他一生清廉自守，晚年甘於寂寞。一位西點軍校的高材生、功跡顯赫的將領，流落異鄉，出賣勞力，以求溫飽的故事，曾被華盛頓郵報於1954年9月2日報導過，文情並茂，且附有溫應星在洗衣店中的工作照片。
1968年5月28日，在妻子去世后的第九天，温应星逝世。其子温陵熊、温哈熊联名致信西点军校校长山繆·柯斯特少將，柯斯特少将特准温应星夫妇安葬西点军校军人公墓。

## 家庭

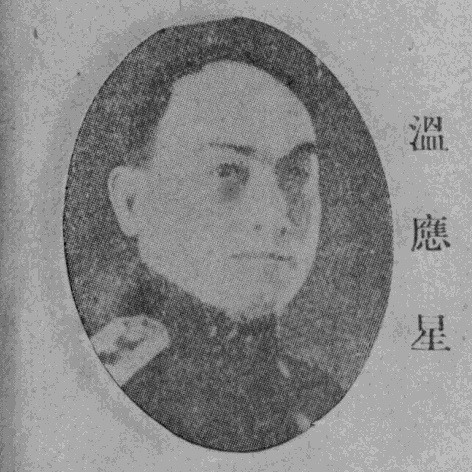
《民国名人图鉴》中的温应星照片

温应星除了温小曼一个女儿外，有六个儿子，是温应星从军期间在中国各地出生，每个儿子名字的中间一个字以出生地命名，其中温京熊和温燕熊在北京（燕京）出生、温陵熊在南京（金陵）出世、温粤熊在粵省省會广州出世、温哈熊在哈尔滨出世、温申熊在上海（申城）出世。
温夫人黄氏于1968年5月19日过世，9天后温应星也在1968年5月28日逝世。
温家有四位就读维吉尼亚军校，第一位温应星的堂叔温济忠，第二位是温应星，第三位是温应星的儿子温哈熊，第四位是温哈熊的儿子。溫應星的外曾孫柯立人（Alexander Kozlowski）亦投身軍旅，2017年自西點軍校畢業並委任為美國陸軍軍官。